# Leh (district)
Leh is een district van het Indiase unieterritorium Ladakh. Het district telt 117.637 inwoners (2001) en heeft een oppervlakte van 82.665 km². De hoofdplaats is het gelijknamige Leh, dat tevens als zomerhoofdstad van Ladakh fungeert.
Het district grenst in het noordwesten aan Gilgit-Baltistan, in het noorden aan Xinjiang, in het oosten aan Aksai Chin, in het zuidoosten aan Tibet en in het zuidwesten aan Himachal Pradesh. Ten westen van Leh ligt Kargil, het enige andere district van Ladakh. Voordat Ladakh in 2019 een unieterritorium werd, waren de districten Leh en Kargil onderdeel van de deelstaat Jammu en Kasjmir.

## Galerij

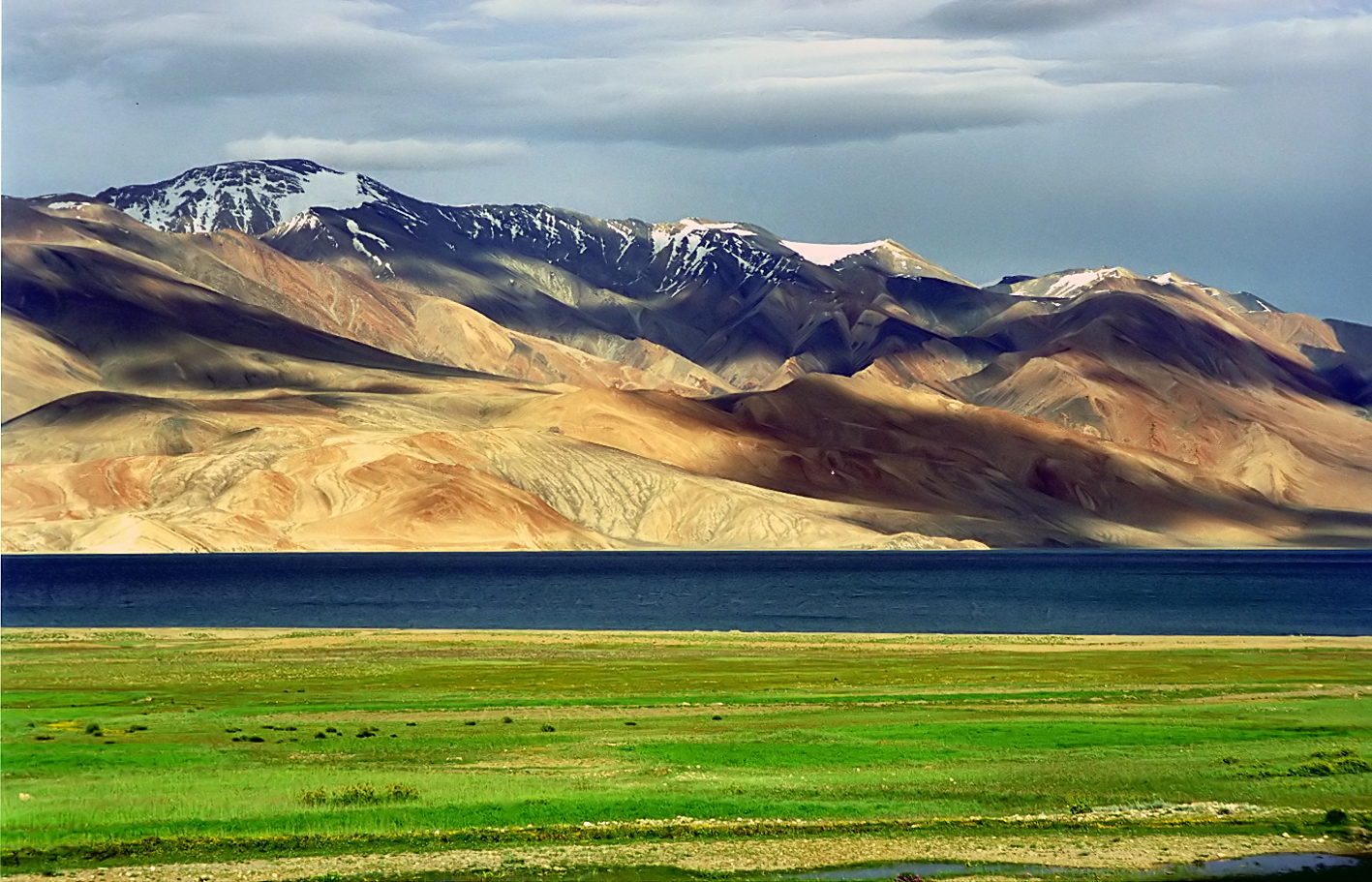
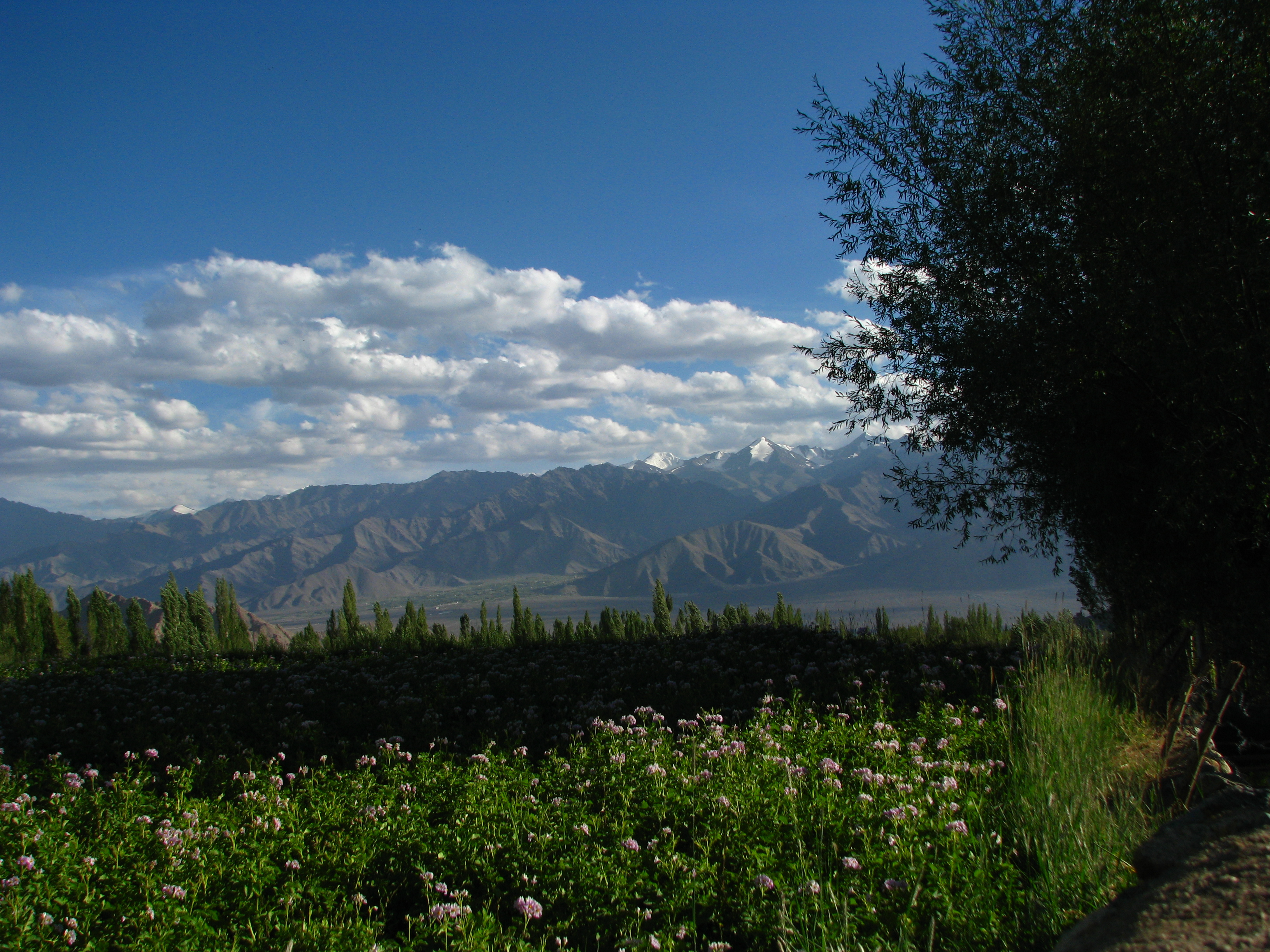